# O Pai Tá On
O Pai Tá On é uma canção da dupla sertaneja brasileira Hugo & Guilherme, lançado em 16 de outubro de 2020 pela Som Livre, sendo o primeiro single do quarto álbum ao vivo No Pelo 3, de 2021.

## Antecedentes e gravação
O sucesso de Hugo & Guilherme no Brasil foi através da canção Namorada Reserva, lançada no terceiro álbum ao vivo No Pelo em Campo Grande, em 2018.
No Pelo 3 foi gravado em 19 de setembro de 2020, no "Rancho No Pelo", de forma um tanto quanto parecida com o primeiro, de 2017, "sem plateia e com banda reduzida".

## Lançamento e letra
A canção foi lançada em 16 de outubro de 2020. A letra, assinada por Rodrigo Reys, Hiago Nobre, Kinho Chefão, Gabriel do Cavaco, conta a história de alguém que, de tanto aprontar com a pessoa amada, ela se cansou e, agora, "o pai está on", pronto para o que vier, procurando um lugar pra sofrer por amor.
A letra faz uma alusão entre essa história de decepção amorosa e sofrimento com a expressão utilizada pelo jogador Neymar, que comemorou a classificação do Paris Saint-Germain (PSG) para as semifinais da Champions League, no dia 12 de agosto, a frase "o pai tá on", que tomou conta das redes e movimentou o cenário da música. A locução costuma ser empregada como sinônimo de “estou na área” ou “estou pronto para o que vier”

## Repercussão
No momento do lançamento do primeiro EP, com a faixa Coração na Cama, que, futuramente, se tornou um dos principais hits da dupla, O Pai Tá On atingiu a marca de 3 milhões de visualizações no YouTube.